# Frösvidal (manzana)
Frösvidaläpple es el nombre de una variedad cultivar de manzano (Malus domestica). 
Un híbrido de manzana, variedad antigua de la herencia originaria de Suecia. Las frutas son relativamente pequeñas y la carne que está suelta tiene un sabor dulce. Tolera la zona de rusticidad delimitada por el departamento USDA, de nivel 1 a 3.

## Sinonimia
- "Frösvidaläpple".

## Historia
'Frösvidaläpple' es una variedad de manzana antigua de la herencia, originada en el entorno de la casa solariega de Frösvidal, en el Municipio de Örebro Provincia de Örebro.
Según la pomología de Eneroth, es probable que sea una variedad originada en los terrenos de la casa solariega de Frösvidal. Las frutas con el nombre primitivo de "Rödsörter" fueron proporcionadas por el dueño del jardín LE Geijerstam en 1860 (A finales del siglo XVIII y principios del XIX, la mansión era propiedad de la familia Geijerstam).
La variedad de manzana 'Frösvidaläpple' fue descrita en 1988 a partir de fruta criada en la parroquia de Algutstorp de Närke. Su descripción está incluida en la relación de manzanas cultivadas en Suecia en el libro "Äpplen i Sverige : 240 äppelsorter i text och bild."-(Manzanas en Suecia: 240 variedades de manzanas en texto e imagen).

## Características
'Frösvidaläpple' es un árbol de un vigor fuerte. Tiene un tiempo de floración que comienza a partir del 28 de abril con el 10% de floración, para el 4 de mayo tiene una floración completa (80%), y para el 11 de mayo tiene un 90% caída de pétalos.
'Frösvidaläpple' tiene una talla de fruto de pequeño a mediano; forma ovalada, tendiendo a cónica, con el contorno claramente irregular con varios abultamientos o mamelones en la zona peduncular a costillas en la zona calicina; con nervaduras medias, y corona media; piel fina y ligeramente brillante, además de grasa, epidermis con color de fondo es verde amarillento, con un sobre color de lavado de rojo a rojo más intenso en la parte expuesta al sol, importancia del sobre color de medio a alto (45-65%), y patrón del sobre color chapa / rayas, presenta algunas rayas discontinuas jaspeadas de color más intenso, y algunas de las franjas se extienden hacia las caras sombreadas, lenticelas de tamaño pequeño, ruginoso-"russeting" (pardeamiento áspero superficial que presentan algunas variedades) muy bajo; cáliz es pequeño y cerrado, enclavado en una cuenca estrecha y poco profunda, con plisado en su pared; pedúnculo es de longitud medio y de calibre  grueso, enclavado en una cuenca media; carne de color blanca, pulpa con textura suelta y sabor dulce con un ligero aroma.
La manzana madura a finales de agosto y se mantiene en buen estado un mes escaso.

## Usos
Una buena manzana para comer fresca en postre de mesa.

## Ploidismo
Diploide, polen auto estéril, para su polinización necesita variedad de manzana con polen compatible.

## Susceptibilidades
Presenta cierta resistencia a la sarna del manzano y al mildiu.